# Jochen Hick

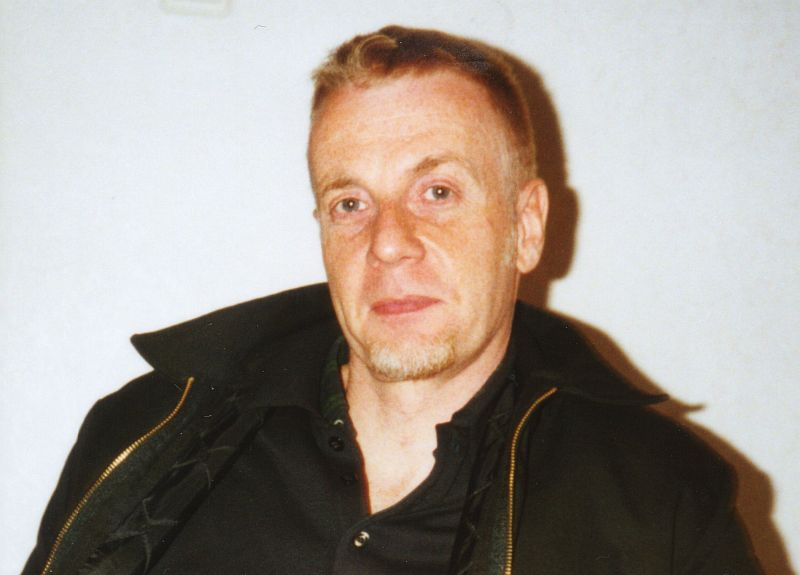
Jochen Hick auf einem Filmfestival in Perm, 2004

Jochen Hick (* 2. April 1960 in Darmstadt) ist ein deutscher Filmautor, TV-Journalist, Regisseur und Filmproduzent.

## Leben
Jochen Hick studierte u. a. Visuelle Kommunikation (Schwerpunkt Film) an der Hochschule für bildende Künste Hamburg, u. a. bei Helke Sander, Gerd Roscher und Rüdiger Neumann. Spezialisiert hat er sich u. a. auf sozio-kulturelle und LGBT-Themen.
1994 gründete er die Produktionsfirma Galeria Alaska Productions mit der er außer Via Appia bis heute alle seine Kinofilme selbst produzierte. Als Autor und Produzent realisierte er zahlreiche Reportagen und Dokumentationen, u. a. für ARD, ZDF/ARTE, 3sat und Spiegel TV. Von 2007 bis 2010 war Jochen Hick zudem stellvertretender Programmdirektor sowie Chefredakteur und Programmeinkäufer bei TIMM, dem ersten TV-Sender für schwule Männer im deutschsprachigen Raum, der eigene Formate entwickelte. Hick war außerdem Mitinitiator und Gründungsvorstand der Dokumentarfilmplattform docfilm42, die erstmals 2019 online ging.
Hick's erster abendfüllender Spielfilm Via Appia (u. a. mit Peter Senner und Guilherme de Padua) entstand in Brasilien und wurde auf dem Max-Ophüls-Festival 1990 uraufgeführt. Sein zweiter langer Spielfilm No One Sleeps mit Tom Wlaschiha wurde in San Francisco gedreht und hatte 2000 auf der Berlinale Premiere. Jochen Hick’s Kinofilme – in der Mehrzahl Dokumentarfilme – wurden u. a. auf vielen internationalen Filmfestivals gezeigt und waren seit 1992 insgesamt zwölf Mal im offiziellen Programm der Berlinale vertreten. Sein Dokumentarfilm Ich kenn keinen – Allein unter Heteros, der 2003 in der Panorama-Sektion der Berlinale gezeigt wurde, erhielt den Teddy Award. Nach Out in Ost-Berlin (2013) und Mein wunderbares West-Berlin (2017) erschien 2023 Queer Exile Berlin als dritter Teil der Filmtrilogie über das queere Berlin nach 1945.

## Filmografie (als Regisseur)
- 1985: Moon Over Pittsburgh (Kurzfilm)
- 1987: Gerd Hansen, 55 (Kurzfilm)
- 1990: Via Appia (Spielfilm)
- 1992: Welcome to the Dome (Kurzfilm)
- 1995: Menmaniacs – The Legacy of Leather (Dokumentarfilm)
- 1998: Sex/Life in L.A. (Dokumentarfilm)
- 2000: No One Sleeps (Spielfilm)
- 2003: Ich kenn keinen – Allein unter Heteros (Dokumentarfilm)
- 2005: Cycles of Porn – Sex/Life in L.A. Part 2 (Dokumentarfilm)
- 2005: Am Ende des Regenbogens (TV-Dokumentation)
- 2006: Deutschland – Ein Herbstmärchen (Kurzfilm in der Anthologie: Mach doch was du willst!)
- 2006: Rainbow’s End (Dokumentarfilm)
- 2006: Hallelujah! (Kurzfilm)
- 2008: East/West – Sex & Politics (Dokumentarfilm)
- 2009: The Good American (Dokumentarfilm)
- 2011: DDR unterm Regenbogen (TV-Dokumentation)
- 2013: Out in Ost-Berlin – Lesben und Schwule in der DDR (Dokumentarfilm)
- 2016: Der Ost-Komplex (Dokumentarfilm)[12][13]
- 2017: Mein wunderbares West-Berlin (Dokumentarfilm)
- 2023: Queer Exile Berlin (Dokumentarfilm)

## Preise
- 1987: Förderpreis der AG der Filmjournalisten für Gerd Hansen, 55
- 1992: Lobende Erwähnung des DGB für Willkommen im Dom
- 2003: Teddy Award für Ich kenn keinen – Allein unter Heteros (Berlinale)
- 2023: Don Quichote Preis (Besondere Erwähnung) für Queer Exile Berlin (Queerfimfest Weiterstadt)